# Bengt Danielsson
Bengt Emmerik Danielsson (6. července 1921 Krokek – 4. července 1997 Stockholm) byl švédský etnograf a autor cestopisů.
Po druhé světové válce odcestoval do Jižní Ameriky. Zúčastnil se expedice Thora Heyerdahla na voru Kon-Tiki jako kuchař a tlumočník. S manželkou, francouzskou rodačkou Marie-Thérèse Sailleyovou, žil tři roky na ostrově Raroia. V roce 1955 získal doktorát v oboru antropologie na Uppsalské univerzitě. Pracoval v Bishop Museum v Honolulu a v Etnografickém muzeu ve Stockholmu.
Bengt Danielsson a jeho manželka dlouhodobě kritizovali francouzské testy jaderných zbraní na atolech Mururoa a Fangataufa. Podporovali také hnutí za nezávislost Francouzské Polynésie. V roce 1991 se stali laureáty Ceny za správný život.
Ve filmu Kon-Tiki (2012) hrál Danielssona Gustaf Skarsgård.

## Knihy
- Rajský ostrov
- Bumerang
- Gauguin na Tahiti a Markézách
- Zapomenuté ostrovy Tichomoří
- Odvážná hra